# 開口数
レンズの分野の開口数（かいこうすう、numerical aperture, NA）は、レンズの分解能を求めるための指標である。
開口数の値が大きい方が明るさを取り込めるため、基本的には値が大きい方がいい。

## 数学的な記述

開口数 NA は、物体から対物レンズに入射する光線の光軸に対する最大角度を θ、物体と対物レンズの間の媒質の屈折率を n （レンズの屈折率ではないので注意）として、次の式で表される。
{\displaystyle NA=n\sin \theta }
ジョン・ウィリアム・ストラット（レイリー卿）の理論によると、光学機器の分解能は、対物レンズの開口数と、見ている光の波長で決まる。
波長を λ とすれば、2つの点光源の分解能 δ は
{\displaystyle \delta ={\frac {0.61\times \lambda }{NA}}}
で表される（本来は係数が0.61ではない場合もあるのだが、代表的数値として通常用いる）。分解能は波長に比例し、開口数に反比例する。
焦点深度 d は 
{\displaystyle d={\frac {\lambda }{NA^{2}}}}
である。焦点深度は、波長に比例し、開口数の2乗に反比例する。